# مایکروسافت آفیس ۲۰۱۰
مایکروسافت آفیس ۲۰۱۰ (به انگلیسی: Microsoft Office 2010،  با اسم کد آفیس ۱۴) مجموعه‌ای از نرم‌افزارهای اداری و نسخه‌ای از مایکروسافت آفیس برای سیستم عامل مایکروسافت ویندوز است. مایکروسافت آفیس ۲۰۱۰ جایگزین مایکروسافت آفیس ۲۰۰۷ بود و سرانجام با مایکروسافت آفیس ۲۰۱۳ جایگزین شد. تحقیق و توسعه مایکروسافت آفیس ۲۰۱۰ در سال ۲۰۰۶ میلادی آغاز شد.
آفیس ۲۰۱۰ قابلیت‌های پیشرفته واسط کاربر از جمله یک نمای پشت‌پرده را معرفی کرد که وظایف مدیریت اسناد را در یک مکان واحد ادغام می‌کند. نوار ریبونی موجود در آفیس ۲۰۰۷ برای اکسس، اکسل، اوت‌لوک، پاورپوینت و ورد در مایکروسافت آفیس ۲۰۱۰ کاملاً قابل شخصی‌سازی و رابط کاربری اصلی تمامی نرم‌افزارها است.
سایر ویژگی‌های جدید شامل پشتیبانی گسترده‌تر از قالب‌های پرونده، امکانات ویرایش مشارکتی که به چند کاربر اجازه می‌دهد همزمان و باهم اسناد را ویرایش کنند، ادغام وان درایو و شیرپوینت، پیشرفت‌های امنیتی مانند پروتکتد ویو و یک محیط جعبه شنی منزوی فقط برای خواندن، به‌منظور محافظت از کاربران در برابر محتوای خرابکارانه احتمالی.

## تاریخچه و پیشرفت
مایکروسافت در ۱۵ آوریل ۲۰۰۹ تأیید کرد آفیس ۲۰۱۰ در نیمه اول سال ۲۰۱۰ منتشر می‌شود. آن‌ها در ۱۲ مه ۲۰۰۹ در یک مراسم آموزش فناوری نسخه آزمایشی ۶۴ بیتی آن را معرفی کردند. پیش‌نمایش فنی ۱ (نسخه: ۱۴٫۰٫۴۰۰۶٫۱۰۱۰) در ۱۵ مه ۲۰۰۹ بیرون آمد.

## سرویس پک‌ها
مایکروسافت در مجموع دو سرویس پک برای آفیس ۲۰۱۰ منتشر کرد که در اصل برای رفع اشکالات نرم‌افزاری در نظر گرفته شده بودند. سرویس پک ۱ (SP1) و سرویس پک ۲ (SP2) همزمان با به روزرسانی برای محصولات اضافی مانند آفیس آنلاین، شیرپوینت و شیرپوینت دیزاینر منتشر گردید.

## ویژگی‌های جدید
رابط کاربری

برگه اطلاعات در صفحه پیمایش نمای بک استیج نمای کلی از سند فعلی را در کنار وظایف مدیریتی در مایکروسافت ورد ۲۰۱۰ نشان می‌دهد.

هم در نرم‌افزارهای کلاینت و هم پیاده‌سازی اینترنت، طراحی آفیس ۲۰۱۰ دارای ویژگی‌های شیرپوینت و ایده‌های وب ۲٫۰ است. آفیس ۲۰۱۰ همچنین نسبت به نسخه‌های پیشین نقش محورتر است و ویژگی‌های خاص مناسب برای کارمندان در زمینه‌هایی مانند تحقیق و توسعه، فروش و منابع انسانی طراحی شده‌است.